# Mesabolivar rudilapsi
Mesabolivar rudilapsi är en spindelart som beskrevs av Machado, Brescovit och Francisco 2007. Mesabolivar rudilapsi ingår i släktet Mesabolivar och familjen dallerspindlar. Inga underarter finns listade i Catalogue of Life.